# Gedenkraam Westerbork

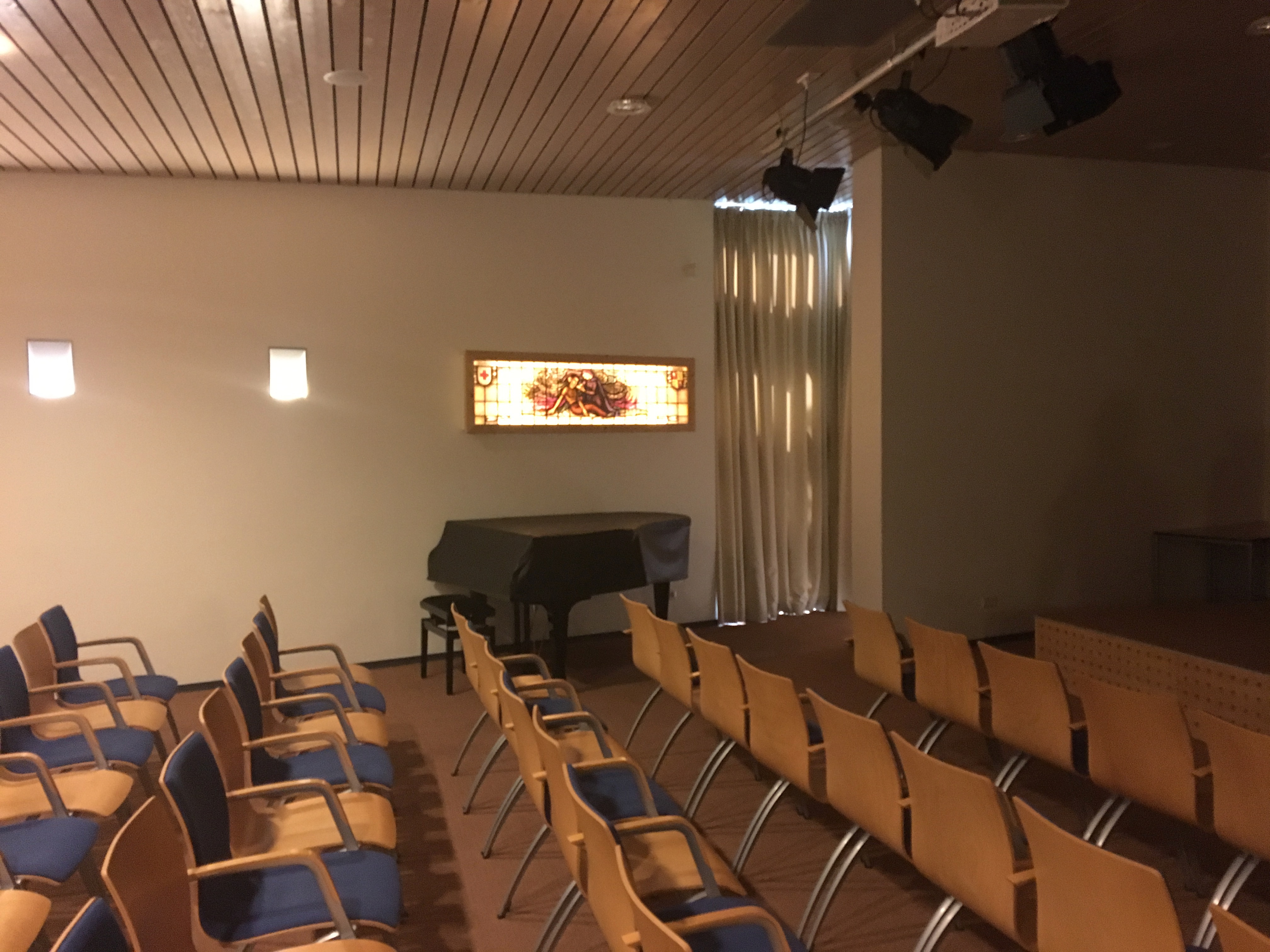
Aula met gedenkraam Westerbork

Het gedenkraam Westerbork is een oorlogsmonument in Herinneringscentrum Kamp Westerbork.

## Achtergrond
Het glas-in-loodraam was een geschenk van het Rode Kruis aan de gemeente Westerbork als dank voor de hulp die de inwoners tijdens de Tweede Wereldoorlog gaven aan de joodse gevangenen in Kamp Westerbork. Het werd gemaakt door glazenier Nico Schrier en in 1949 geplaatst in het gemeentehuis van Westerbork.
In 1998 ging Westerbork op in de gemeente Midden-Drenthe. Toen het pand in Westerbork werd verbouwd, werd het gedenkraam aanvankelijk opgeslagen in het gemeentehuis in Beilen. In 2008 werd het in langdurige bruikleen gegeven aan het Herinneringscentrum Kamp Westerbork. Het raam is in de aula geplaatst met achtergrondverlichting.
In 1952 schonk het Rode Kruis ook een raam voor het gemeentehuis van Vught voor de hulp rond kamp Vught.

## Beschrijving
Het gedenkraam toont een vrouw die een verzwakte man te drinken geeft. In de linkerbovenhoek is het embleem van het Rode Kruis afgebeeld en in de rechterbovenhoek het wapen van Westerbork. Het opschrift luidt:

1940 HET NEDERLANDSCHE ROODE KRUIS AAN DE GEMEENTE WESTERBORK 1945
VOOR DE HULP AAN DE JOODSE GEDEPORTEERDEN